# Noduli di Heberden
I noduli di Heberden sono delle sporgenze ossee che compaiono sulla falange distale attorno ai 45-50 anni come manifestazione tipica dell'artrosi primaria.
Sono causati dalla deformazione del piatto articolare, quest'ultima è dovuta al rimaneggiamento osseo tipico dell'osteoartrosi. Nella maggioranza dei casi non provocano dolore, sebbene modifichino la forma delle dita, tra le quali le più colpite dalla malformazione sono l'indice e il mignolo.
Sono più comuni nelle donne, dato che sembra esserci una predisposizione determinata dagli ormoni.

## Osteoartrite di Heberden
L’artrite di Heberden, denominata in onore del medico londinese William Heberden (1710–1801), è un’osteoartrosi idiopatica delle articolazioni interfalangee distali (IFD) con formazione di noduli di Heberden. La malattia ha prevalentemente una natura genetica, ma anche ormonale. Un carico eccessivo sulle mani o sulle dita, ad esempio durante il lavoro o in condizioni di sforzi fisici estremi che causano un indebolimento dei legamenti capsulari, può contribuire allo sviluppo della poliartrite. Anche fattori familiari possono avere un ruolo. La condizione è caratterizzata da noduli di Heberden – escrescenze cartilaginee e ossee a due gobbe sul lato estensore alla base delle falangi distali delle dita. Spesso questi sono accompagnati da una marcata infiammazione locale e da sintomi distruttivi: rigidità articolare e deviazione verso il lato del pollice, dolore, perdita di forza e limitazione della mobilità.
Questi tumori nodulari sulle articolazioni delle dita delle mani furono distinti per la prima volta dai noduli (tofosi) che si presentano nella gotta, da Heberden nel 1801. L’artrite di Heberden è una forma particolare di artrite che colpisce le articolazioni interfalangee distali (IFD), cioè le ultime articolazioni delle dita. Questa malattia può causare un significativo disagio e compromettere la funzionalità della mano. Nei casi gravi, può rendersi necessario un intervento chirurgico. Sono frequentemente coinvolte anche le articolazioni interfalangee prossimali (IFP; artrite di Bouchard) e l’articolazione a sella del pollice (→ rizartrosi). Se colpisce altre articolazioni o la colonna vertebrale, si parla di poliartrosi. La malattia può manifestarsi a fasi ed essere molto dolorosa anche a riposo. La crisi può durare mesi.
L’artrite di Heberden colpisce le donne circa dieci volte più frequentemente degli uomini. La malattia inizia di solito nel periodo della menopausa. Si stima che ogni anno, su 100.000 donne di età compresa tra i 50 e i 59 anni, 190 sviluppino osteoartrite alla mano, mentre lo stesso avviene soltanto in 27 uomini nella stessa fascia di età.
La diagnosi si basa sull’esame visivo. La presenza dei noduli di Heberden è un segno caratteristico, e solitamente non sono necessari altri esami oltre alla radiografia. La scintigrafia ossea viene effettuata di solito prima di un eventuale radiosinoviortesi.